# Nuxia oppositifolia
Nuxia oppositifolia är en tvåhjärtbladig växtart som först beskrevs av Ferdinand von Hochstetter, och fick sitt nu gällande namn av George Bentham. Nuxia oppositifolia ingår i släktet Nuxia och familjen Stilbaceae. Inga underarter finns listade i Catalogue of Life.